# Sân bay Cacolo
Sân bay Cacolo (ICAO: FNCC) là một sân bay ở Cacolo, Angola.